# ブガッティ・EB218
ブガッティ・EB218は1999年にブガッティが発表したコンセプトカーである。

## 概要
EB218は1999年のパリモーターショーで発表され、EB118が発表された翌年に発表された。この車はブガッティがフォルクスワーゲン傘下になってから2番目に発表されたコンセプトカーで、EB112、EB118に引き続き、ジョルジェット・ジウジアーロによってデザインされた。

## デザイン
ブガッティは、イタルデザインのジョルジェット・ジウジアーロに、EB112の後継に当たるモデルのデザインを依頼した。EB218はEB112よりも全長が315mm (12.4インチ)長くなっている。EB218はボンネット、バンパー、ライト等のデザインがEB112と異なっている。EB112のようなハッチバックスタイルではなく、サルーンのようなスタイルになっており、タイプ101 Guilorからインスピレーションを得ている。
インテリアはシンプルかつ豪華で、ベージュの革シートや、計器類や送風口が備えられた木製ダッシュボードを備えている。

## パワートレイン
EB218はEB118と同じW18エンジンと、ディアブロと共通の全輪駆動システムが搭載されている。このシステムは18/3 シロンコンセプトにも搭載された。

## 参照
1. ↑  https://www.conceptcarz.com/vehicle/z146/Bugatti-EB218.aspx